# Граф Пиль

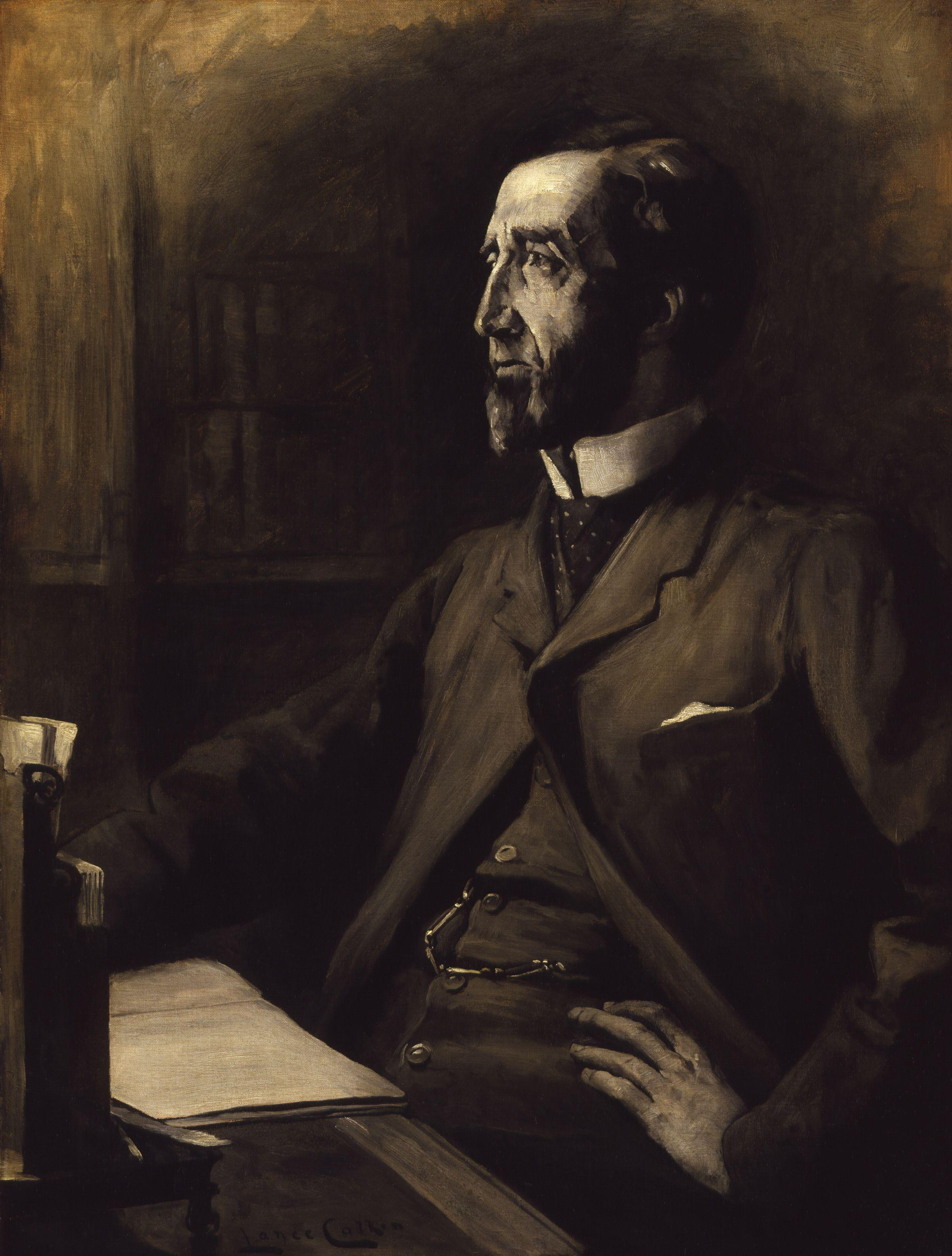
Артур Уэлсли Пиль, 1-й виконт Пиль

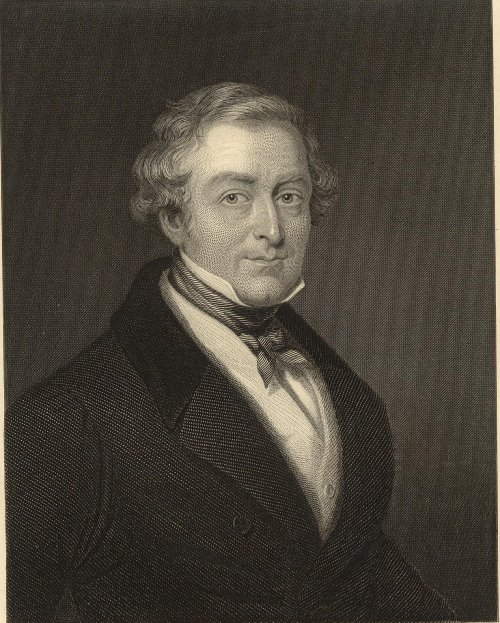
Сэр Роберт Пиль, 2-й баронет (1788—1850), премьер-министр Великобритании (1834—1835, 1841—1846)

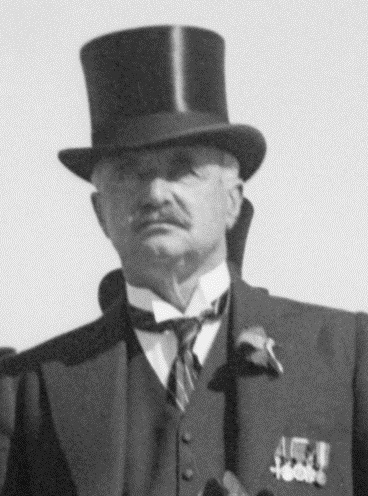
Уильям Пиль, 1-й граф Пиль

Граф Пиль (англ. Earl Peel) — наследственный титул в системе Пэрства Соединённого королевства. Семья Пиль происходит от Роберта Пиля, старшего сына богатого торговца хлопком. Семья владела имением Дрейтон в графстве Стаффордшир.
Фамильная резиденция графов Пиль — Eelmire House в окрестностях Рипона в Северном Йоркшире.

## История
Титул графа Пиля был создан в 1929 году для консервативного политика Уильяма Уэлсли Пиля, 2-го виконта Пиля (1867—1937), который занимал должности канцлера герцогства Ланкастер (1921—1922), министра по делам Индии (1921—1922, 1928—1929) и первого комиссара по труду (1924—1928).
Уильям Уэлсли Пиль получил также титул виконта Кланфилда из Кланфилда в графстве Саутгемптон (пэрство Соединённого королевства). Он был сыном Артура Уэлсли Пиля (1829—1912), который занимал должность спикера Палаты общин с 1884 по 1895 год. В 1895 году для него был создан титул виконта Пиля из Сэнди в графстве Бедфордшир (пэрство Соединённого королевства). Артур Пиль был пятым сыном премьер-министра сэра Роберта Пиля, 2-го баронета из Дрейтон-Манор (1788—1850). В 1937 году 1-му графу Пилю наследовал его сын, Артур Уильям Эштон Пиль, 2-й граф Пиль (1901—1969). В 1942 году после смерти своего родственника, Роберта Пиля, 6-го баронета из Дрейтон-Манор (1920—1942), 2-й граф Пиль унаследовал титул 7-го баронета из Дрейтон-Манор. Позднее лорд Пиль служил лордом-лейтенантом Ланкашира (1948—1951).
По состоянию на 2024 год, обладателем графского титула является его сын, Уильям Джеймс Роберт Пиль, 3-й граф Пиль (род. 1947), наследовавший отцу в 1969 году. Он является одним из 90 избранных наследственных пэров, которые сохранили свои места в Палате лордов после принятия Палатой лордов акта о пэрах 1999 года. Лорд Пиль является независимым депутатом Палаты лордов. Он занимал посты лорда-хранителя рудников (1994—2006) и лордом камергером королевского двора (с 2006 года).
Семья Пиль происходит от Роберта (Парсли) Пиля (1723—1795), который основал фирму по изготовлению ситца в Блэкберне в 1764 году. Его старший сын Роберт Пиль (1750—1830) был богатым торговцем хлопка и заседал в Палате общин от Тамворта (1790—1800, 1801—1820). В 1800 году для него был создан титул баронета из Дрейтон-Манор (в графстве Стаффордшир) и Бери (в графстве Ланкашир) (Баронетство Великобритании). Ему наследовал его старший сын, сэр Роберт Пиль, 2-й баронет (1788—1850), известный государственный деятель. Он занимал должности министра внутренних дел (1822—1827, 1828—1830), канцлера казначейства (1834—1835) и премьер-министра Великобритании (1834—1835, 1841—1846). В качестве министра внутренних дел он стал основателем муниципальной полиции в Лондоне. Он скончался в Лондоне 2 июля 1850 года в результате несчастного случая: упал с лошади во время верховой прогулки в Грин-Парке.
Его преемником стал его старший сын, сэр Роберт Пиль, 3-й баронет (1822—1895). Он также занимался политикой, занимал должности Лорда адмиралтейства (1852—1857) и главного секретаря по делам Ирландии (1861—1865). Его внук, Роберт Пиль, 5-й баронет (1898—1934), был женат с 1920 года на комедийной актрисе Беатрис Глэдис Лилли (1894—1989). Их единственный сын, Роберт Пиль, 6-й баронет (1920—1942), был обычным моряком в королевском флоте и погиб в бою в апреле 1942 года. После его смерти титул баронета из Дрейтон-Манор перешёл к его троюродному брату, Артуру Пилю, 2-му графу Пилю (1901—1969), который стал 7-м баронетом.

## Виконты Пиль (1895)
- 1895—1912: Артур Уэлсли Пиль, 1-й виконт Пиль (3 августа 1829 — 24 октября 1912), младший сын премьер-министра Великобритании сэра Роберта Пиля, 2-го баронета;
- 1912—1937: Уильям Роберт Уэлсли Пиль, 2-й виконт Пиль (7 января 1867 — 28 сентября 1937), старший сын предыдущего, граф Пиль с 1929 года.

## Графы Пиль (1929)
- 1929—1937: Уильям Роберт Уэлсли Пиль, 1-й граф Пиль (7 января 1867 — 28 сентября 1937), старший сын Роберта Пиля, 2-го баронета;
- 1937—1969: Артур Уильям Эштон Пиль, 2-й граф Пиль (29 мая 1901 — 22 сентября 1969), сын предыдущего;
- 1969 — настоящее время: Уильям Джеймс Роберт Пиль, 3-й граф Пиль (род. 3 октября 1947), старший сын предыдущегоя;
  - Наследник: Эштон Роберт Джерард Пиль, виконт Кланфилд (род. 16 сентября 1976), единственный сын предыдущего;
    - Наследник наследника: достопочтенный Николас Роберт Уильям Пиль (род. 2015), единственный сын предыдущего.

## Баронеты Пиль из Дрейтон Манор и Бери (1800)

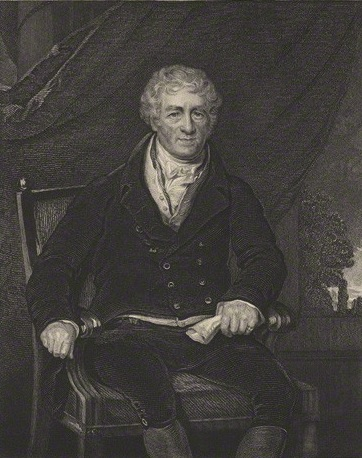
Роберт Пиль, 1-й баронет (1750—1830)

- 1800—1830: Сэр Роберт Пиль, 1-й баронет (25 апреля 1750 — 3 мая 1830), сын Роберта Пиля (1723—1795);
- 1830—1850: Сэр Роберт Пиль, 2-й баронет (5 февраля 1788 — 2 июля 1850), старший сын предыдущего;
- 1850—1895: Сэр Роберт Пиль, 3-й бронет (4 мая 1822 — 9 мая 1895), старший сын предыдущего;
- 1895—1925: Сэр Роберт Пиль, 4-й баронет (12 апреля 1867 — 12 февраля 1925), единственный сын предыдущего;
- 1925—1934: Сэр Роберт Пиль, 5-й баронет (8 апреля 1898 — 6 апреля 1934), единственный сын предыдущего;
- 1934—1942: Сэр Роберт Пиль, 6-й баронет (1920 — 5 апреля 1942), единственный сын предыдущего;
- 1942—1969: Артур Уильям Эштон Пиль, 2-й граф Пиль и 7-й баронет (1901—1969), кузен предыдущего.

## Другие известные члены семьи Пиль

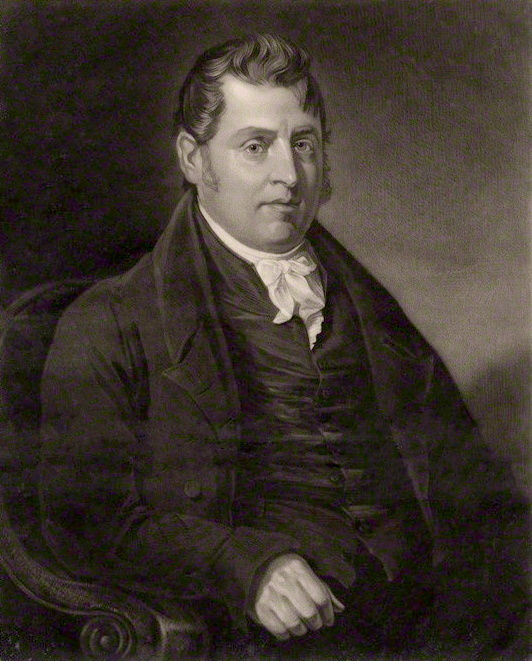
Джонатан Пиль (1799—1879), военный министр Великобритании (1858—1859, 1866—1867)

- сэр Лоуренс Пиль (1799—1884), третий сын Джозефа Пиля (ум. 1821), младшего брата 1-го баронета, главный судья Верховного Суда в Калькутте с 1842 по 1855 год, член Тайного совета Великобритании с 1856 года, депутат Палаты общин от Кокермута (1827—1830)
- Уильям Ятс Пиль (1789—1858), второй сын 1-го баронета, британский политик и депутат, служил в качестве заместителя министра внутренних дел с 1828 по 1830 год.
- Джонатан Пиль (1799—1879), пятый сын 1-го баронета, генерал армии и консервативный политик, военный министр с 1858 по 1859 и с 1866 по 1867 год.
- Эдмунд Ятс Пиль (1824—1900), сын Джонатана Пиля, подполковник британской армии, отец Фредерика Пиля, полковника британской армии.
- Арчибальд Пиль (1828—1910), сын Джонатана Пиля, отец Эдварда Джона Рассела Пиля (1869—1939), бригадного генерала британской армии
- Джон Пиль (1829—1892), сын Джонатана Пиля, генерал-лейтенант британской армии
- сэр Чарльз Леннокс Пиль (1823—1899), секретарь Совета, был сыном Лоуренса Пиля (1801—1888), шестого сына 1-го баронета
- сэр Фредерик Пиль (1823—1906), второй сына 2-го баронета, политик и главный железнодорожный комиссар.
- сэр Уильям Пиль (1824—1858), третий сын 2-го баронета, кэптен Королевского флота
- Сидни Корнуоллис Пиль (1870—1938), второй сын 1-го виконта Пиля, депутат Палаты общин от Аксбриджа (1918—1922), получил в 1936 году титул баронета (см. Баронеты Пиль[англ.]).